# Неупокоев, Владимир Константинович
Влади́мир Константи́нович Неупоко́ев (1873—1912) — русский морской офицер, гидрограф, полярный исследователь. Организатор морского образования на Дальнем Востоке, начальник Владивостокского Александровского мореходного училища дальнего плавания, инициатор создания во Владивостоке Морского общества и Морской библиотеки, председатель Владивостокского общества эсперантистов «Эсперо», капитан 2 ранга.

## Биография
Владимир Константинович Неупокоев родился 11 (23) июня 1873 года в Санкт-Петербурге в многодетной семье (12 детей) потомственного моряка генерал-майора Корпуса флотских штурманов Константина Михайловича Неупокоева. Владимир Неупокоев был старшим из пяти сыновей К. М. Неупокоева, четверо из которых — Владимир, Леонид, Константин и Дмитрий стали морскими офицерами.

### Служба в Российском императорском флоте
В 1887 году Владимир поступил в Морской кадетский корпус в Санкт-Петербурге. За успешное окончание Морского корпуса В. К. Неупокоев был награждён премией адмирала П. С. Нахимова. 17 сентября 1893 года произведён в мичманы и направлен для прохождения службы на Тихоокеанскую флотилию.

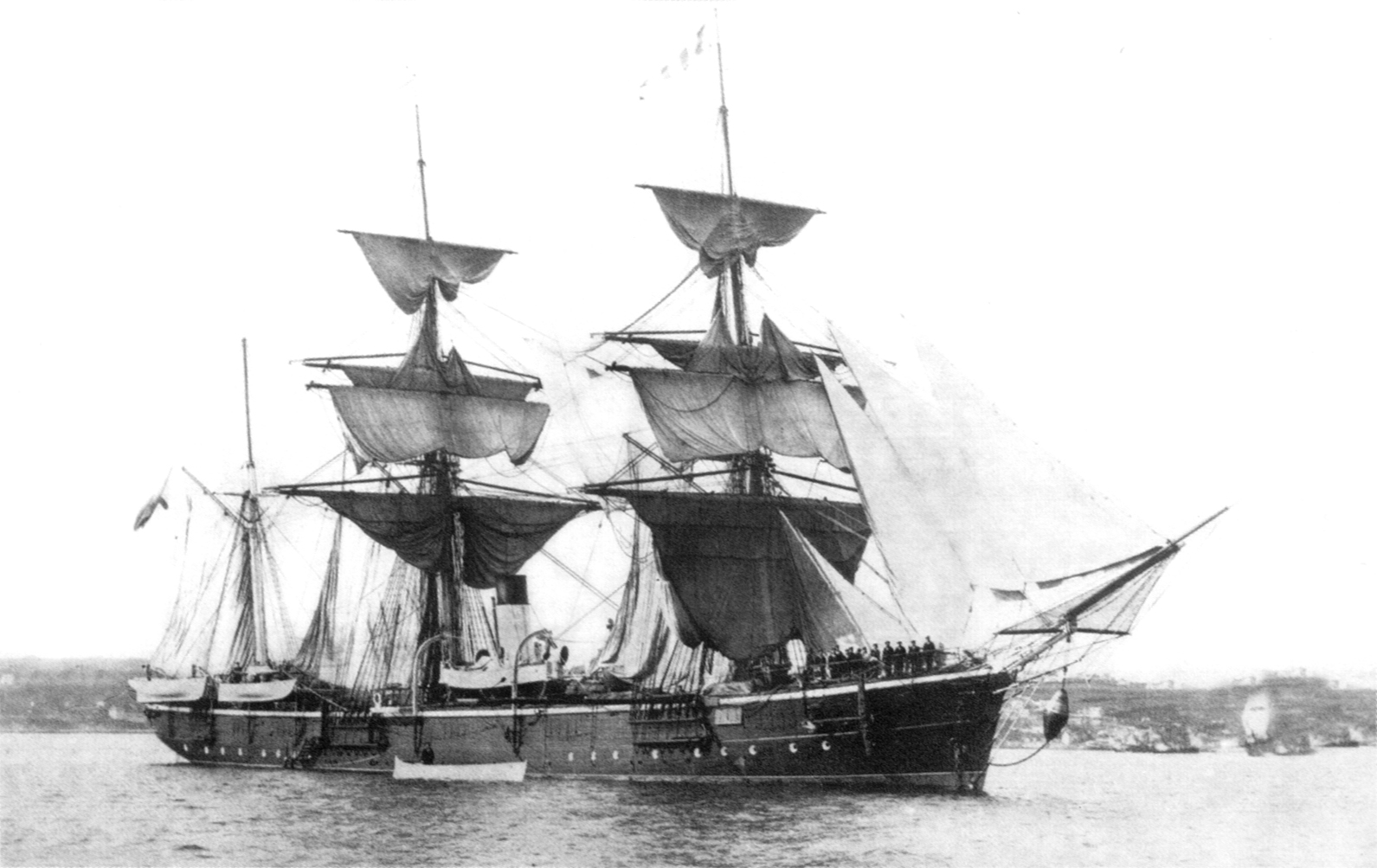
Клипер «Вестник», на котором В. К. Неупокоев начинал службу.

С 1894 по 1899 годы служил на клипере «Вестник» — участвовал в съёмке побережья Кольского полуострова, крейсерах «Память Азова», «Адмирал Нахимов» и клипере «Крейсер». В 1898 году был произведён в лейтенанты. В 1899 году вышел в запас и поступил в Добровольный флот третьим помощником капитана на пароход «Херсон», совершавший рейсы Одесса — Владивосток. В 1901 году участвовал в полярной экспедиции адмирала С. О. Макарова на ледоколе «Ермак» по изучению Северного Ледовитого океана. В 1902—1903 годах участвовал в гидрографических исследованиях морей Тихого океана, издал материалы по лоции — описание восточного берега Китая и Кореи.
. В 1904 году в связи с началом русско-японской войны Неупокоев был призван на военную службу. Был командиром военных транспортов «Тунгус», «Алеут» и «Шилка». Был ранен, награждён орденом Святой Анны 3 степени.
18 марта 1905 года лейтенант Неупокоев, несогласный с проводимой политикой царского правительства, подал рапорт на имя коменданта Владивостокской крепости и командующего отрядом крейсеров контр-адмирала К. П. Иессена. 

«Находя войну постыдным делом, позорящим человечество, отказываюсь от своего воинского звания…»— Из рапорта лейтенанта В. Неупокоева от 18 марта 1905 года.
Своё решение Неупокоев объявил перед строем экипажа «Шилки», снял с себя офицерские погоны и передал командование старшему офицеру. Боясь широкой огласки данного поступка Неупокоева, его объявили «душевнобольным» и поместили в госпиталь. В августе 1905 года Неупокоев был уволен с действительной военной службы в отставку с производством в капитаны 2 ранга.

### Начальник Владивостокского мореходного училища
В сентябре 1905 года В. К. Неупокоев обратился с просьбой в Министерство торговли и промышленности о назначении его на вакантную должность начальника Владивостокского Александровского мореходного училища дальнего плавания. Просьба была удовлетворена, и 1 ноября 1905 года В. К. Неупокоев возглавил Владивостокское мореходное училище. Во время политических беспорядков в 1905 году во Владивостоке, здание мореходного училища пострадало от пожара, училище было временно размещено на военном транспорте «Эльдорадо», командиром которого был назначен Неупокоев.
В 1907 году В. К. Неупокоев, капитан флотских штурманов Тимофей Иванович Миронов и другие преподаватели мореходного училища организовали во Владивостоке Добровольное общество воздухоплавания — единственное на Дальнем Востоке. Многие учащиеся мореходного училища стали членами этого общества.
В 1908 году В. К. Неупокоев организовал строительство на улице Светланской нового деревянного здания училища для курсантов. Неупокоев добился у Морского военного министерства выделения для училища учебного судна — шхуны «Надежда», на котором пятнадцать учеников в 1908 году отправились в плавание к берегам Камчатки и Японии. В 1908 году Неупокоев написал пьесу «Переход через экватор» и поставил её со своими учениками на сцене театра «Тихий океан». На вырученные деньги были закуплены учебные пособия, литература, мореходные инструменты и морские карты.
Владимир Константинович Неупокоев стал инициатором создания Морского общества и Морской библиотеки, был членом Общества изучения Амурского края. Являлся председателем Владивостокского общества эсперантистов «Эсперо». Под руководством Неупокоева были открыты курсы языка эсперанто в Народном доме, Восточном институте, мужской гимназии, морском порту, а в своём морском училище эсперанто был введён как обязательный предмет. На этом языке В. Неупокоев говорил совершенно свободно, так же как на французском и английском.
В 1910 году В. К. Неупокоев воспользовался заходом в порт Владивосток датского учебного судна «Викинг», чтобы организовать корабельную практику на нём. Неупокоев и его восемь учеников отправились на «Викинге» в кругосветное плавание. Во время плавания Владимир Константинович сильно простудился и тяжело болел плевритом, который перешёл в туберкулёз.
Скончался Владимир Константинович Неупокоев 2 (15) марта 1912 года. Похоронен на Морском кладбище Владивостока.